# Spilosoma neurographa
Spilosoma neurographa är en fjärilsart som beskrevs av George Francis Hampson 1909. Spilosoma neurographa ingår i släktet Spilosoma och familjen björnspinnare. Inga underarter finns listade i Catalogue of Life.